# Langues grand awyu
Les langues grand awyu sont une famille de langues papoues parlées en en Indonésie, en Papouasie.

## Classification
La famille de langues, alors nommée awyu ou awyu-dumut, awyu-ndumut, a été établie par Healy (1970). Voorhoeve (2001, 2005) y inclut les langues ndeiram. Cette proposition est confirmée par De Vries, Wester et van den Heuvel (2012) qui, avec l'ajout des langues becking-dawi renomment la famille en langues grand awyu. Les langues grand awyu sont rattachées à une famille hypothétique, les langues de Trans-Nouvelle-Guinée. 
Les langues grand awyu sont souvent présentées comme formant une seule famille avec les langues ok qui est appelée ok-awyu. Pour van den Heuvel et Fedden (2014), si les langues ok et awyu, font partie de l'ensemble trans-nouvelle-guinée, leurs ressemblances sont dues aux contacts importants entre les populations, et n'il y a pas de lien génétique direct entre les deux groupes qui doivent être vus comme deux familles de langues différentes.

## Liste des langues
Les langues grand awyu sont :
- langues grand awyu 
  - groupe des langues awyu-dumut 
    - sous-groupe awyu 
      - pisa (asue awyu)
      - shiaxa (edera awyu)
      - aghu (jair awyu)
      - sous-groupe mappi-digul awyu 
        - awyu du Nord
        - awyu du Sud

    - sous-groupe dumut 
      - sous-groupe ketum-wambon 
        - digul wambon (ketum)
        - yonggom wambon (wambon)

      - sous-groupe mandobo (kaeti) 
        - kokenop mandobo
        - mandobo atas
        - mandobo bawah

    - groupe ndeiram 
      - kombai
      - wanggom

    - sawi

  - groupe des langues becking-dawi 
    - korowai
    - sous-groupe tsakwambo-komyandaret
      - komyandaret
      - tsakwambo